# Spim
Con l'espressione spim o messaging spam si indica l'invio di grandi quantità di messaggi indesiderati, generalmente commerciali, attraverso software di messaggistica in tempo reale (noti anche con la sigla IM cioè instant messaging).

## Applicazioni IM
Sistemi di messaggistica immediata come Yahoo! Messenger, AIM, Windows Live Messenger, Tencent QQ, ICQ, Skype, XMPP e le chat rooms di Myspace sono tutti afflitti dallo spim. Molti di questi sistemi offrono un servizio di directory mediante il quale si può accedere all'elenco degli utenti, comprensivo di dati sensibili quali età e sesso. Gli spammer possono raccogliere queste informazioni, accedere al sistema e spedire messaggi non richiesti, inclusi scam-ware, virus e collegamenti a siti truffaldini (click fraud).
Microsoft ha annunciato che la versione 9.0 di Windows Live Messenger avrà speciali caratteristiche dedicate alla lotta allo spim. In molti sistemi tuttavia gli utenti già possono bloccare la maggioranza della messaggistica indesiderata, tramite l'uso di una white-list.

### Contromisure
- Molti utenti scelgono di poter ricevere messaggi solo da persone presenti nella propria lista di contatti (white-list).
- AOL Instant Messenger (AIM) consente agli utenti di "ammonire" altri utenti. Gli ammonimenti fanno decrescere il numero di messaggi che un utente può spedire, diminuendo lo spam; inoltre l'utente ammonito è visibile come tale dagli altri utenti che hanno quindi una percezione immediata delle reali intenzioni dell'utente.
- Skype consente di bloccare gli utenti indesiderati.
- In ambito aziendale, lo spim è bloccabile mediante prodotti quali Akonix, ScanSafe, Symantec, e CSC.

## Lospamattraverso il servizio Messenger di Windows

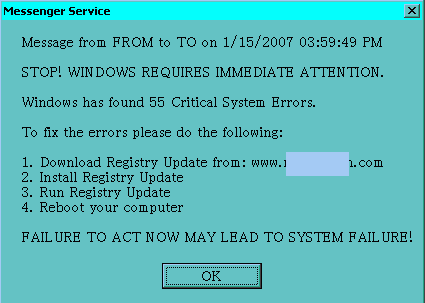
Esempio di spim sul sistema Messenger Service (2007)

Nel 2002, alcuni spammer cominciarono ad abusare del servizio Messenger Service, una funzione del sistema operativo Windows (famiglia NT), che consente agli amministratori di rete di spedire avvertimenti e informazioni agli utenti delle workstation (programma che non è da confondere con Windows Messenger o Windows Live Messenger, programmi gratuiti di messaggistica in tempo reale). Lo spam effettuato mediante Messenger Service appare all'utente finale come una normale finestra di dialogo contenente però un messaggio indesiderato. Tali messaggi sono facilmente bloccabili da firewall configurati per chiudere le porte NetBIOS dal 135 al 139 e la 445 e le porte UDP sopra la 1024 oppure disabilitando il servizio. Nella versione XP di Windows, l'installazione del Service Pack 2 ha, tra gli altri, l'effetto di disabilitare il servizio Messenger.